# Všeruby (Észak-plzeňi járás)
Všeruby település Csehországban, a Észak-plzeňi járásban. Všeruby Nevřeň, Nekmíř, Líšťany, Čeminy, Pernarec, Kunějovice, Úněšov és Zahrádka településekkel határos. Lakosainak száma 1700 fő (2024. január 1.).

## Népesség
A település lakosságának változását az alábbi diagram mutatja:
| Lakosok száma | 2179 | 2124 | 1892 | 1041 | 957  | 1227 | 1364 | 1493 | 1615 | 1700 |
|               | 1869 | 1900 | 1921 | 1961 | 1980 | 2011 | 2016 | 2019 | 2021 | 2024 |